# 1899 em Portugal
Lista dos principais acontecimentos no ano 1899 em Portugal.

## Incumbentes
- Rei de Portugal e dos Algarves: D. Carlos I
- Presidente do Ministério: José Luciano de Castro (XLIX Governo)
- Presidente da Câmara dos Pares: José Maria Rodrigues de Carvalho
- Presidente da Câmara dos Deputados: Luís Fisher Berquó Poças Falcão

## Eventos

### Janeiro
- 14 — A Câmara Municipal de Moura assina um contrato de exclusividade com Júlio Máximo Pereira e António de Assis Camilo para exportação das "águas minero-medicinais", primeiro passo para a criação da marca Água Castello.[1]
- 15 — Inauguração do Elevador de São Sebastião, em Lisboa, fazendo a ligação entre o Largo de São Domingos, na Baixa, e o Largo de São Sebastião da Pedreira.[2]

### Fevereiro
- 1 — Lançamento do primeiro número da revista ilustrada Brasil–Portugal.[3]

### Maio
- 18 — No dia inaugural da Conferência de Paz de Haia, é fundada por Alice Pestana a Liga Portuguesa da Paz, uma associação pacifista.[4]

### Junho
- 5 — Primeiro caso, determinado retrospetivamente por Ricardo Jorge (na época, diretor dos Serviços Municipais de Saúde e Higiene), da epidemia de peste bubónica no Porto: o carregador espanhol Gregório Blanco que morreu na casa onde estava instalado com mais alguns colegas, na Rua da Fonte Taurina.[5]
- 11 — Fundação da Assistência Nacional aos Tuberculosos pela Rainha D. Amélia, em reunião presidida pela rainha na Sala das Sessões do Conselho de Estado do Ministério do Reino, onde se apresentaram os objetivos da organização: construir hospitais marítimos para crianças vítimas de tuberculose, criar sanatórios em clima de montanha, e criar dispensários nas capitais de distrito para tratamento dos doentes.[6]

### Agosto
- 17 — Por decreto do governo de José Luciano de Castro, para colmatar a epidemia de peste bubónica que grassava no Porto (onde já se registavam 37 casos e 11 óbitos), ordena-se a supressão de todos os eventos que promovessem entradas e saídas de grande quantidade de pessoas na cidadeo, a inspeção médica dos passageiros dos comboios, e a desinfeção das bagagens e mercadorias.[5]
- 23 — O governo decreta um cordão sanitário em torno da cidade do Porto, desde Leça da Palmeira até à freguesia de Madalena, em Vila Nova de Gaia, mantido por cerca de 2500 militares, e com sujeição a penas pesadas (pena entre três a seis meses de prisão e detenção sem culpa formada até à data do julgamento). Gera-se grande descontentamento entre os grandes interesses comerciais da cidade, nomeadamente a Associação Comercial do Porto, a Associação Industrial Portuense e o Centro Comercial do Porto.[5]
- 31 — No auge de uma campanha agressiva contra o Executivo e a Junta Consultiva de Saúde Pública lançada pela imprensa e comerciantes portuenses, no qual se argumentava que as medidas sanitárias não eram adequadas, ou exequíveis, e até punham em causa a própria existência de uma epidemia, dá-se uma conturbada reunião de comerciantes no Palácio da Bolsa, com desacatos que obrigam à intervenção das autoridades policiais, resultando nalguns detidos. Entretanto, Ricardo Jorge já tinha sido vítima de pelo menos duas tentativas de agressão.[5]

### Outubro
- 4 — O governo aprova um decreto prevendo a suspensão ou supressão, pelo Governador Civil, dos periódicos que negassem a existência da epidemia de peste bubónica no Porto, criticassem as providências tomadas para a combater, ou injuriassem as autoridades públicas.[5]
- 4 — Criação da Direção-Geral da Saúde e Beneficência Pública, tendo por principal propósito melhorar a defesa contra futuras epidemias.[7]

### Novembro
- 26 — Eleições legislativas: vitória do Partido Progressista, continuando o governo de José Luciano de Castro. No Porto, capitalizando o descontentamento popular, ganha o Partido Republicano, apoiado pelos progressistas e socialistas, elegendo 3 deputados (Afonso Costa, Paulo Falcão e Francisco Xavier Esteves, os "deputados da peste").[5]

### Dezembro
- 14 — Fundação da União Velocipédica Portuguesa.[8]
- 28 — Ricardo Jorge funda o Instituto Central de Higiene (atual Instituto Nacional de Saúde Doutor Ricardo Jorge) para a promoção da saúde pública através da educação, formação e investigação.[9]

## Nascimentos

### Janeiro
- 1 de janeiro — João de Araújo Correia, escritor (m. 1985)
- 8 de janeiro — Manuel António Vassalo e Silva, oficial do exército e administrador colonial (m. 1985)

### Fevereiro

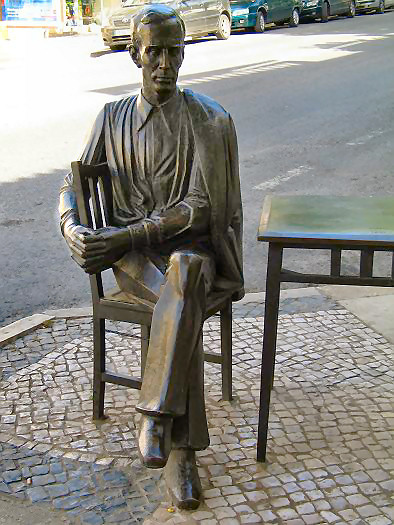
António Aleixo

- 7 — António Jacinto Magro, militar e administrador colonial (m. 1970)
- 15 — João Reis, pintor (m. 1982)
- 18 — António Aleixo, poeta popular (m. 1949)

### Março

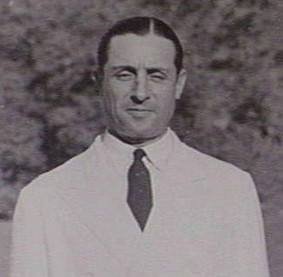
Óscar Freire de Vasconcelos Ruas

- 2 — Mário Novais, fotógrafo (m. 1967)
- 7 — Jaime Martins Barata, artista plástico (m. 1970)
- 11 — Óscar Freire de Vasconcelos Ruas, militar e administrador colonial (m. 1982)
- 27 — José Pessoa, militar e político (m. 1974)

### Abril
- 14 — Branca Edmée Marques, cientista (m. 1986)

### Maio

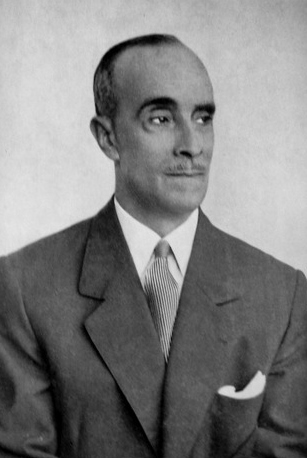
César Maria de Serpa Rosa

- 6 — José Campos de Figueiredo, poeta, ensaísta e dramaturgo (m. 1965)
- 10 — Artur Paredes, compositor e intérprete de guitarra portuguesa (m. 1980)
- 13 — Sarah Afonso, pintora (m. 1983)
- 23 — António Reis Camelo, arquiteto (m. 1985)
- 31 — César Maria de Serpa Rosa, militar e administrador colonial (m. 1968)

### Junho
- 2 — José Penalva Franco Frazão, economista e político (m. 1963)
- 9 — José Gomes Ferreira, escritor e poeta (m. 1985)
- 15 — Manuel Sarmento Rodrigues, oficial da marinha e administrador colonial (m. 1979)
- 30 — Joaquim Mendes Moreira Sacadura, oficial do exército (m. 1970)

### Julho
- 3 — Mário Domingues, escritor, historiador e militante anarco-sindicalista (m. 1977)
- 4 — Manuel Aboim de Sande Lemos, engenheiro militar (m. 2002)
- 31 — Mário Jaime Loureiro Ferreira, engenheiro agrónomo (m. ?)

### Agosto
- 7 — Edmundo Bettencourt, cantor e poeta (m. 1973)
- 9 — José Aníbal de Vasconcelos e Sá Guerreiro Nuno, administrador colonial (m. ?)
- 11 — Mário Mathias, político, escritor e jornalista (m. 1982)
- 17 — Emírcio Teixeira Pinto, militar, engenheiro e benemérito da lavoura (m. 1960)
- 20 — Manuel Lopes da Cruz, sacerdote católico, fundador da Rádio Renascença (m. 1969)

### Setembro

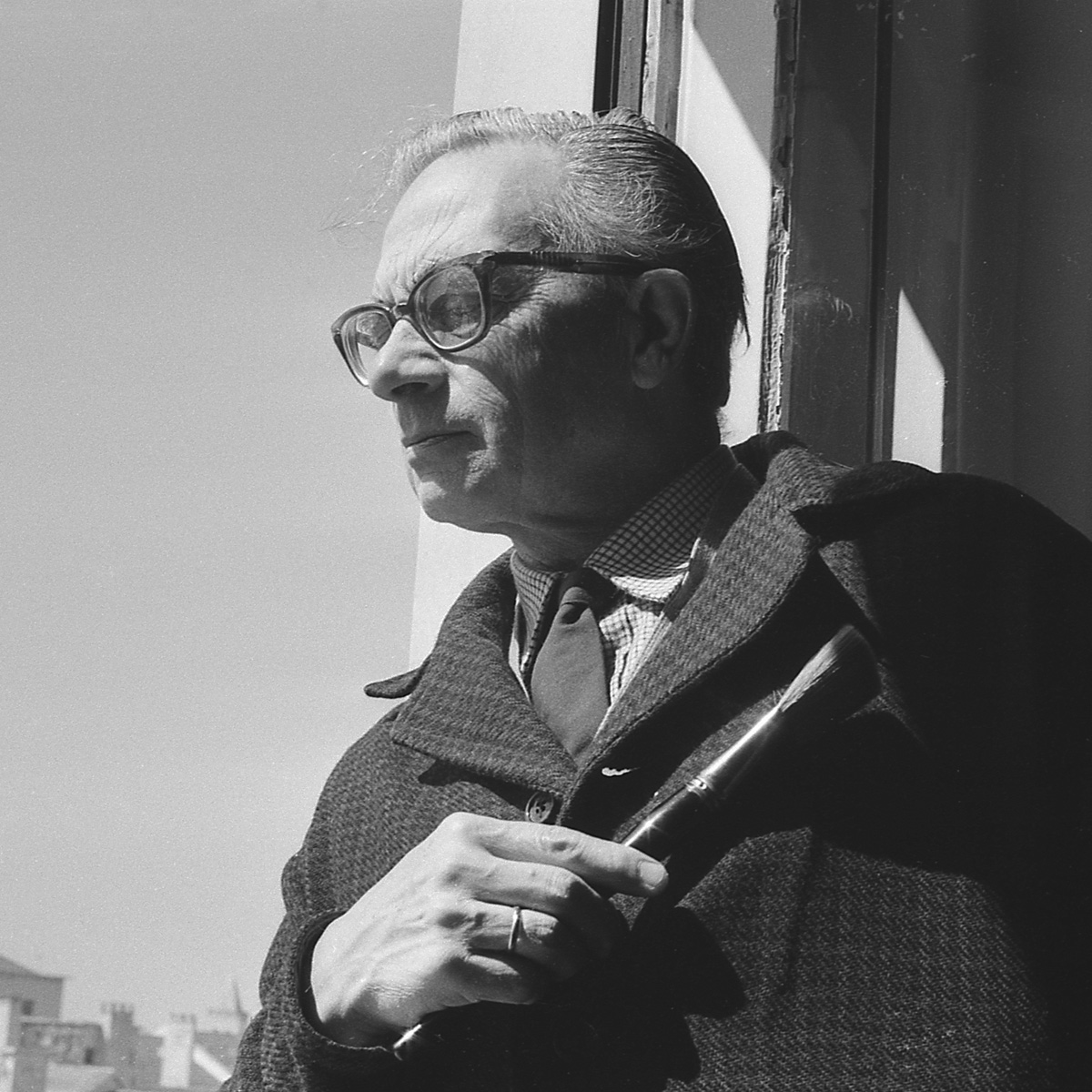
Carlos Botelho

- 6 — Emídio Guerreiro, matemático e político (m. 2005)
- 18 — Carlos Botelho, pintor, ilustrador e caricaturista (m. 1982)

### Outubro

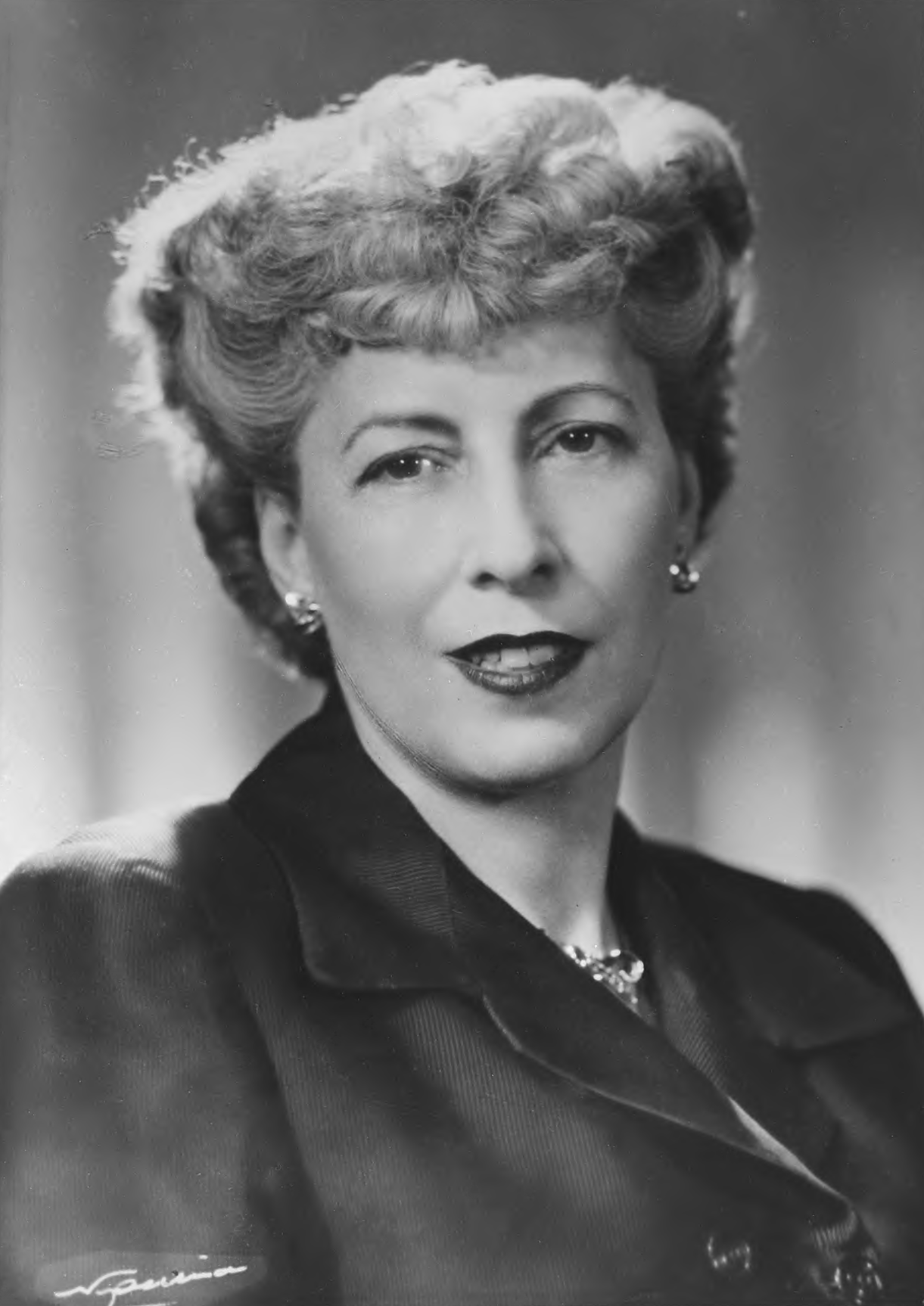
Berta Craveiro Lopes

- 5 — João Carlos Celestino Gomes, médico, professor, escritor e pintor (m. 1960)
- 15 — Berta Craveiro Lopes, primeira-dama de Portugal entre 1951 e 1958 (m. 1958)

### Novembro

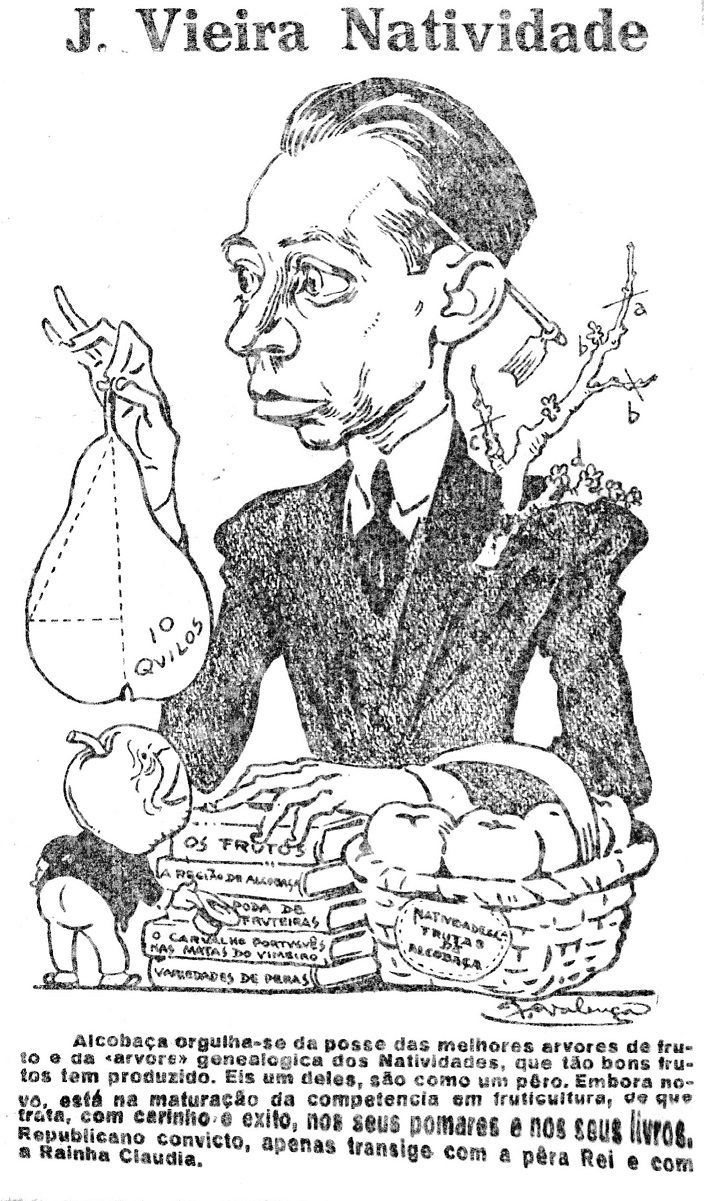
Joaquim Vieira de Natividade

- 9 — Acácio Tomás de Aquino, militante anarco-sindicalista (m. 1998)
- 11 — Manuel de Andrade, jurista e político (m. 1958)
- 18 — Júlio Anahory de Quental Calheiros, empresário agrícola, industrial e banqueiro (m. 1970)
- 22 — Joaquim Vieira de Natividade, engenheiro agrónonomo e silvicultor (m. 1968)

### Dezembro

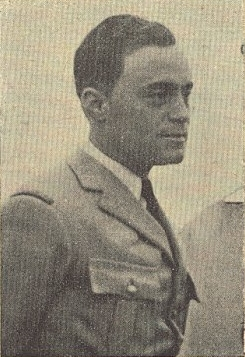
Manuel Moreira Cardoso

- 4 — Julieta Ferrão, historiadora de arte (m. 1974)
- 5 — Salvador Barata Feyo, escultor (m. 1990)
- 8 — Manuel Moreira Cardoso, militar e pioneiro da aviação (m. 1984)
- 19 — Fernando dos Santos Costa, oficial do exército e político (m. 1982)

## Mortes

### Janeiro
- 18 — José Duro, poeta (n. 1875)

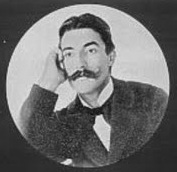
José Duro

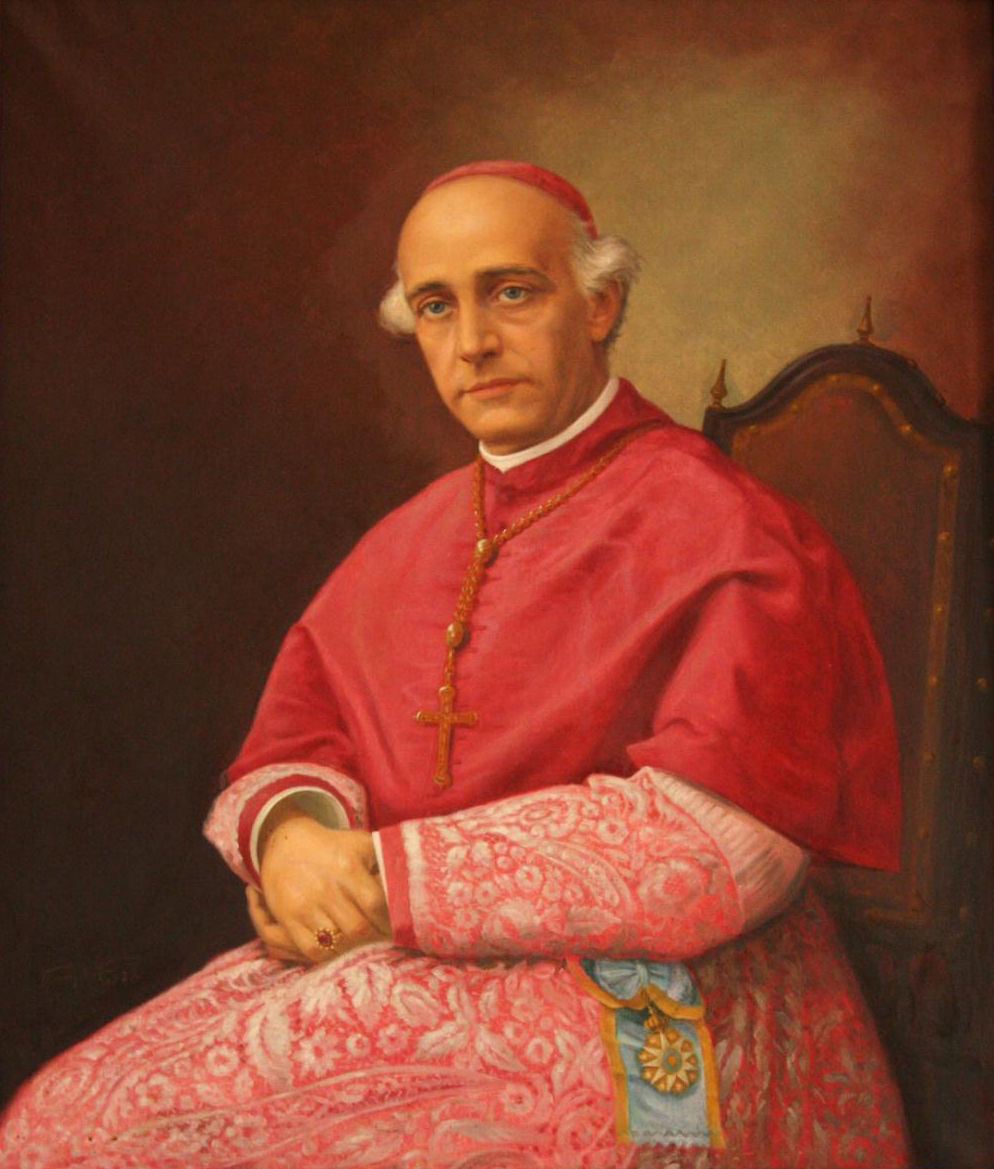
D. Américo Ferreira dos Santos Silva

- 21 — D. Américo Ferreira dos Santos Silva, cardeal da Igreja Católica (n. 1830)

### Março

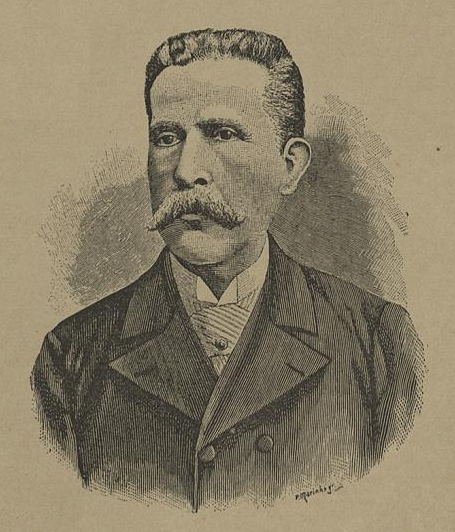
José Simões Dias

- 3 — José Simões Dias, escritor, político e pedagogo (n. 1844)

### Abril

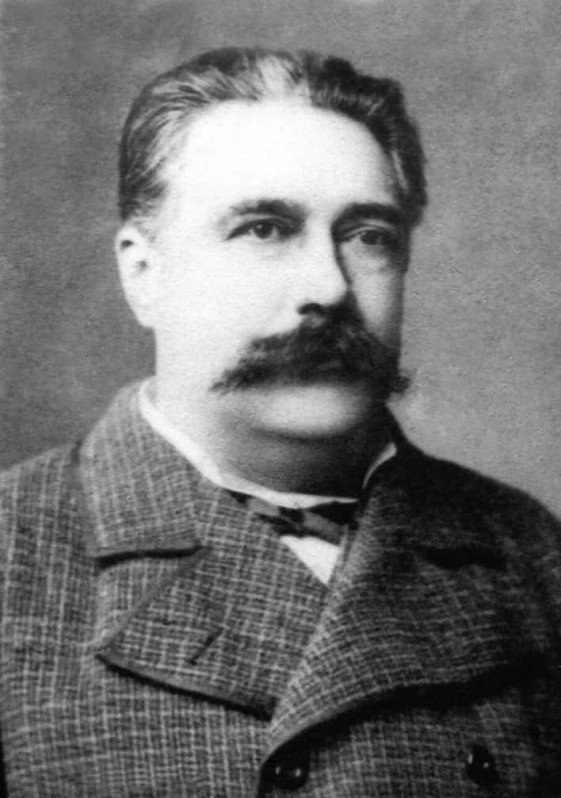
Manuel Bento de Sousa

- 29 — Manuel Bento de Sousa, médico (n. 1835)

### Junho

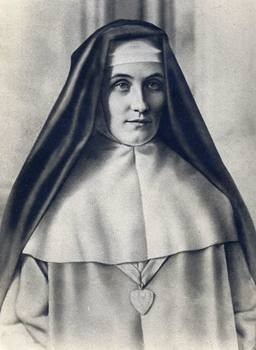
Maria do Divino Coração

- 8 — Maria do Divino Coração, freira e santa católica de origem alemã (n. 1863)

### Julho

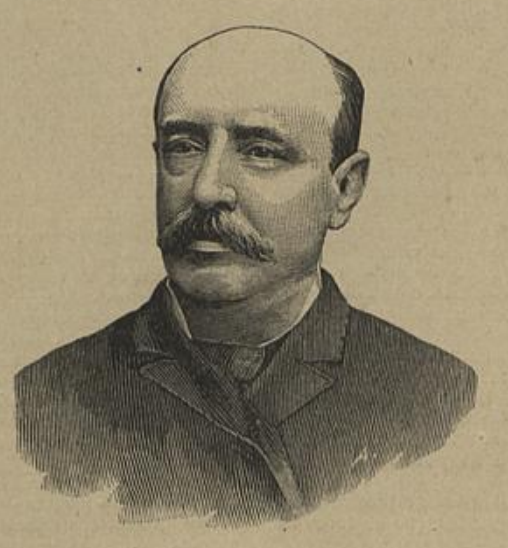
João Crisóstomo Melício

- 23 — João Crisóstomo Melício, político e empresário (n. 1837)

### Agosto

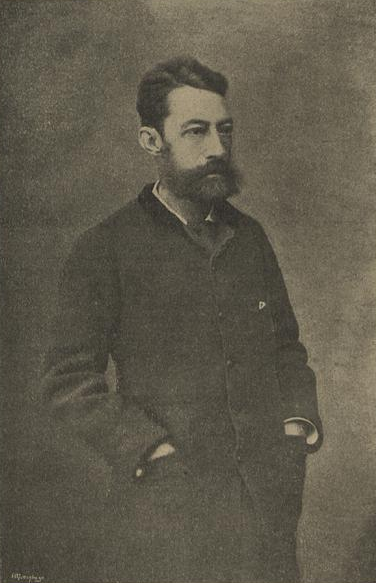
Francisco Martins Sarmento

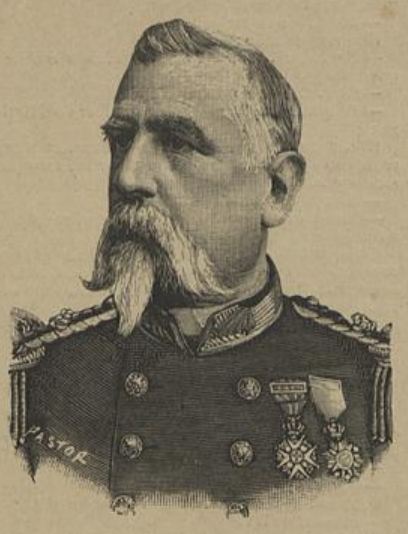
D. Elesbão José de Bettencourt Lapa

- 4 — Francisco Correia de Mendonça, juiz e político (n. 1832)
- 9 — Francisco Martins Sarmento, arqueólogo e escritor (n. 1833)
- 15 — D. Elesbão José de Bettencourt Lapa, 2.º Visconde de Vila Nova de Ourém, militar e administrador colonial (n. 1831)

### Setembro

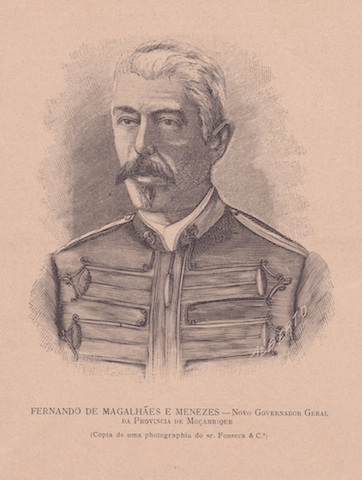
Fernando de Magalhães e Menezes

- 9 — Fernando de Magalhães e Menezes, militar e administrador colonial (n. 1840)

### Novembro

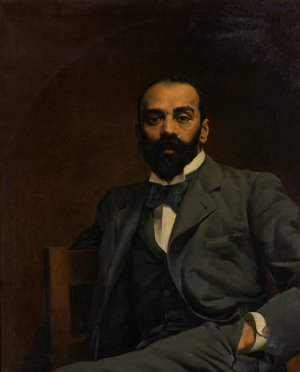
Luís da Câmara Pestana

- 15 — Luís da Câmara Pestana, médico pioneiro da bacteriologia (n. 1863)
- 20 — Sebastião Lopes de Calheiros e Meneses, militar e administrador colonial (n. 1816)

### Dezembro

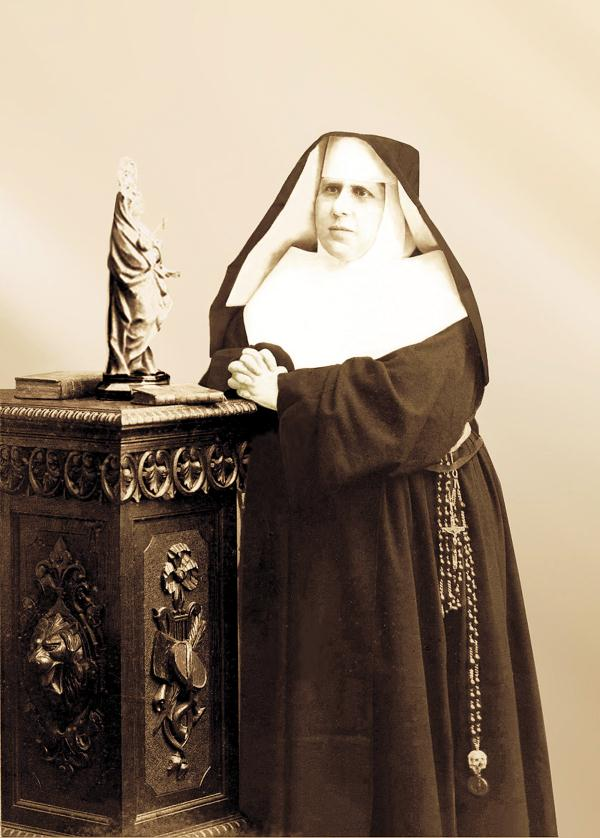
Maria Clara do Menino Jesus

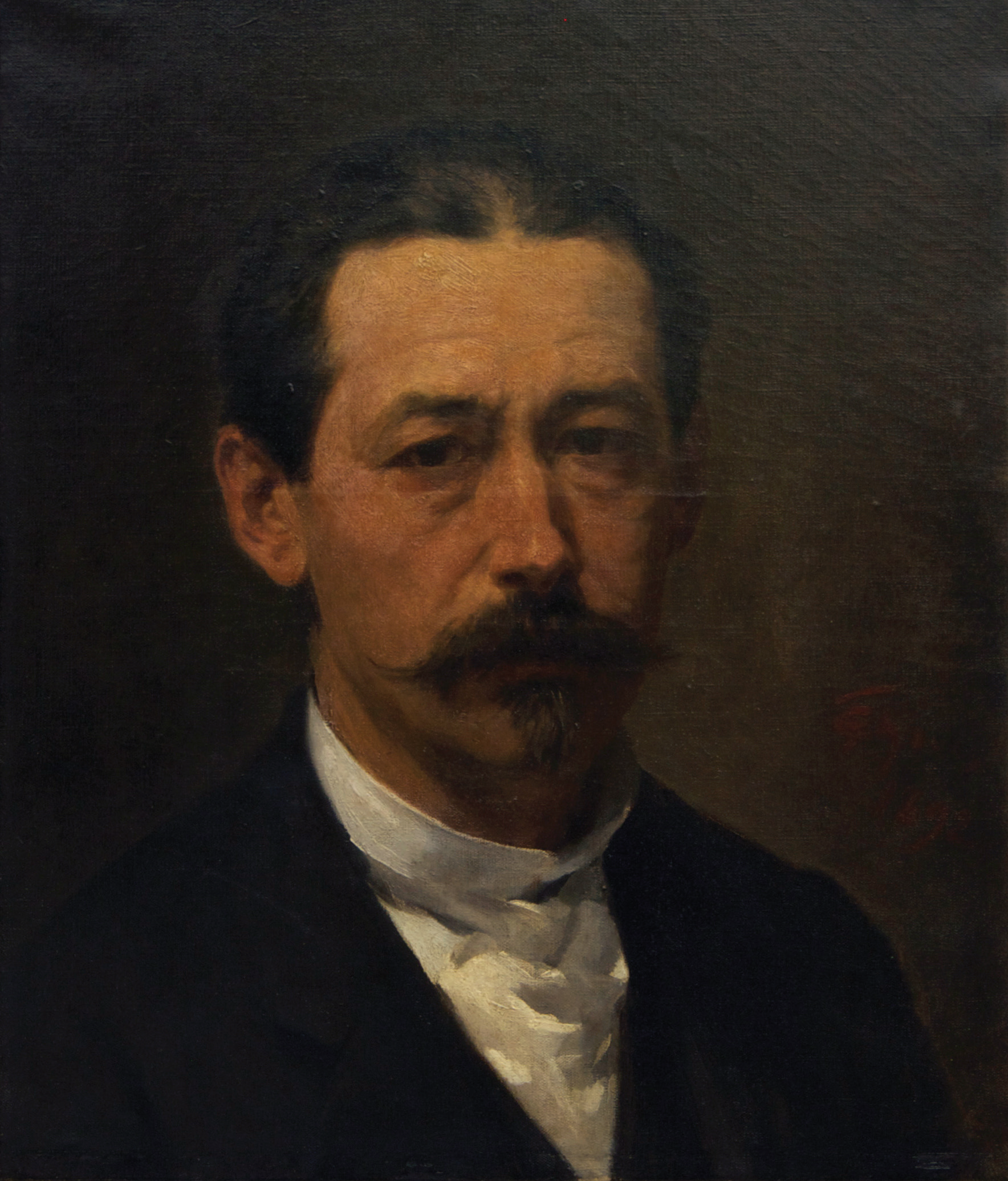
José Ferreira Chaves

- 1 — Maria Clara do Menino Jesus, freira e beata católica (n. 1899)
- 9 — José Ferreira Chaves, pintor (n. 1838)